# SolarWolf
SolarWolf är ett action/arkadspel skrivet av Pete Shinners. Det använder öppen källkod samt är skapat med Pygames game development library.
Enligt upphovsmannens egen sajt är hans bästa personliga poängrekord "någonstans kring 40". Enligt samma sajt är det rapporterat bästa poängrekordet 15 flygskepp och 26 skips. Så låga poängrekord som 13 flygskepp med 25 skips har rapporterats på diverse webbplatser.
SolarWolf kan hämtas hem gratis från dess officiella webbplats.

## Spelupplevelse
I SolarWolf kontrollerar spelaren ett flygskepp med piltangenterna och målet är att samla alla de kuber som finns på banan, men medan detta görs anländer fyra fiendeplan (en från varje sida av skärmen). Dessa avfyrar eldklotsliknande raketer mot spelaren. Blir skeppet träffat förlorar spelaren ett extraliv. Varje bana har en tidtagare på högra sidan; skulle spelaren lyckas klara av en bana innan tiden gått ut kan spelaren skippa hela nästa bana.
Medan spelet fortgår tillkommer nya utmaningar. Fienderna avfyrar fler eldklot, hinder så som asteroider och minor uppenbarar sig (att kollidera med dem kostar spelaren ett liv), och gula block (vilka kräver två passeringar för att samla in) och röda block (kräver tre passeringar) börjar visa sig. En gömd spikmina kan senare i spelet uppstå ur ett gult eller rött block.
Under spelets gång syns flera power-ups som spelaren kan samla. Dessa power-ups inkluderar en utökning av tidsbegränsningen, förstörelsen av ett av de fyra fiendeskeppen, en sköld (vilken tillfälligt endast skyddar spelarens flygskepp från eldklot), ett extraliv och en slow-animation power-up (som temporärt försätter spelet i slow-animation för att göra det mindre intensivt för spelaren). När spelaren väl får slut på liv är spelet över; men denne kan senare fortsätta spelet från en sparad fil.